# Чернушка эмбла
Чернушка Эмбла или Чернушка эмбла, или Чернушка болотная (лат. Erebia embla) — дневная бабочка из семейства бархатниц, вид рода Erebia.

## Этимология латинского названия
Эмбла (скандинавская мифология) — Аск и Эмбла — «ясень» и «ива», первые люди, которых еще в виде древесных прообразов, бездыханных и «лишенных судьбы», нашли на берегу моря и оживили боги.

## Описание
Длина переднего крыла 20—26 мм. Крылья бурые. На передних крыльях на внешнем поле крупные (не менее 2 мм), круглые чёрные пятна, которые снизу крыльев имеют два зрячих глазка. У апекса самое крупное пятно (снизу это сдвоенный глазок), ниже ещё два, все они в жёлтых соприкасающихся ободках. На задних крыльях тоже есть глазки (2—5), но они заметно мельче, между жилками, их ободки не соприкасаются. Снизу задних крыльев прикорневая половина крыла обрамлена светлыми пятнами разного размера. 

## Распространение
Тундровая, лесотундровая и лесная зоны Евразии, южнее обитает в горах Азии к югу до Монголии, Китая и Северной Кореи, и на севере Сахалина. Является обычной бабочкой для Камчатки, но не проникает севернее Корякского нагорья и Омсукчанских гор.
Встречается в ёрниках и травяной тундре, в лиственничных редколесьях в долинах северных речек, в заболоченных и разреженных сосновых и лиственничных лесах, сфагновых болотах.

## Биология
Лёт бабочек с середины июня до второй половины июля. Бабочки питаются на цветках подбела обыкновенного, седмичника европейского, горца живородящего.

## Развитие
Яйца в форме эллипса с многими продольными рёбрами, сначала бледно-жёлтые, позже в красно-коричневых пятнах. Откладываются по одному внизу стебля.
Гусеница первого возраста кремовая, с коричневой полоской вдоль спины и тремя более узкими линиями вдоль бока. На каждом сегменте по 8—10 чёрных бородавочек с чёрным волоском. Голова охристая в коричневых крапинках и волосках. Взрослая гусеница охристая в редких бурых волосках, с широкой зеленовато-коричневой полоской вдоль спины и коричневой боковой линией. Зимует гусеница или куколка. Кормовые растения — злаки и осоки.

## Охрана
Вид охраняется на территории Ленинградской области, Республики Алтай.